# Beaulieu-sous-la-Roche

Beaulieu-sous-la-Roche este o comună în departamentul Vendée, Franța. În 2009 avea o populație de 2,020 de locuitori.